# Fets d'Arnedo
Els Fets d'Arnedo són els esdeveniments que es van produir a Arnedo (La Rioja) entre 1931 i 1932 a partir d'uns acomiadaments a una fàbrica de calçats i que acabarien amb la mort d'onze persones per trets de la Guàrdia Civil.
Durant 1931 i 1932, es va produir una vaga obrera que va rebre suport del sindicat socialista Unió General de Treballadors en resposta a uns acomiadaments en una fàbrica de calçat per qüestions polítiques. La vaga va concloure amb un acord i una reunió de treballadors en la plaça de Nostra Senyora de Vico, el 5 de gener de 1932. Segons els treballadors d'Arnedo, aquesta era una reunió pacífica per a celebrar la fi de la vaga, fins que van acudir forces de la Guàrdia Civil a la plaça on es manifestaven els treballadors. Entre l'avalot un guàrdia va caure del cavall i els altres efectius, davant el dubte, van disparar contra la població allí present.
Segons la Guàrdia Civil, els agents es van veure forçats a disparar en ser atacats. Si bé, els trets es van iniciar en el moment que els representants dels treballadors, els empresaris i les autoritats arribaven a un acord en un edifici proper a la plaça. Segons alguns historiadors de dretes, el succeït a Arnedo fou una de diverses revoltes armades dissenyades per les forces d'esquerra per a iniciar una revolució socialista. Van morir onze persones, i trenta van ser ferides; cap d'aquestes persones pertanyia a la Guàrdia Civil i entre els morts va haver homes, dones i nens.

## Biografia
- Gil Andrés, Carlos (2002), La República en la plaza: los sucesos de Arnedo de 1932, Instituto de Estudios Riojanos. ISBN 84-95747-31-6.